# 상산군부인 김씨
상산군부인 상주 김씨(商山郡夫人 商州 金氏, 1698년 6월 26일 ~ 1725년 6월 12일)는 조선 후기의 왕족으로 조선 숙종의 서자이기도 한 연령군 이훤(延齡君 李昍)의 부인이다. 본관은 상주.
부군의 생전 양자는 상원군 이공이지만 사후 양자는 낙천군 이온으로 변경되었다. 생전에 자녀가 없어 숙종이 직접 소현세자의 증손인 밀풍군 이탄의 차남 이상대를 상원군에 봉하여 양자로 입양시켰지만, 상원군은 밀풍군에 연좌되어 파양된다. 훗날 효의왕후의 친정아버지 김시묵이 자신의 친 5촌 아저씨에게 입양되면서 김시묵과도 친척간이 된다. 김시묵의 양아버지는 상산군부인의 친정 외가 이종사촌이다.

## 생애
1698년 6월 26일에 태어났으며 아버지는 돈령부판사를 지내고 사후 증 의정부좌찬성에 추증된 낙건정 김동필(樂健亭 金東弼)이고, 친할아버지 김수(金樹)는 효행으로 정려받았고 사후 증직으로 이조참판에 추증되었다. 증조부 김우석(金禹錫)은 형조판서를 지냈고 시호는 정목(貞穆)이다. 사헌부대사헌으로 증 이조판서에 추증된 충정공(忠貞公) 성옹(醒翁) 김덕함(金德諴)의 5대손이다.
어머니는 전주 이씨로 선조의 서자인 임해군 이엽의 양자이기도 한 양녕군 이경(陽寧君 李儆)의 손자인 임원군 이표(林原君 李杓)의 딸이다.
외가쪽으로 이모부 김성집(金聖集)은 현종비 명성왕후의 친정아버지 김우명의 4대손인데 자신의 6촌 김성응의 장남 김시묵을 양자로 입양했다. 양이종사촌 김시묵은 훗날 정조비 효의왕후의 친정아버지가 된다. 외할아버지의 누이는 김수항의 아들 김창업의 부인이었다.
자세한 생애는 알려져 있지 않다. 1706년(숙종 32) 숙종이 직접 연령군의 배필을 구할 때 그해 12월 10일 숙종에게 간택되어, 1707년 2월 7일 10세에 연령군과 가례(嘉禮)를 올렸으며 임창군 혼(臨昌君焜) 등이 주관하였다. 그러나 자녀가 없었다. 군부인 김씨는 부인병을 앓았는데 연령군의 묘비명에 의하면 군부인은 태를 손상해서 자녀를 낳을 수 없었다(矣郡夫人損胎無子) 한다. 1719년(숙종 45) 9월 남편 연령군이 갑자기 병에 걸렸다가 10월 2일 돌연사했고, 그는 영조 즉위 이듬해 5월 7일 갑자기 병에 걸려 그해 6월에 향교동 자택에서 사망하였다. 영조는 즉시 연령군의 양자를 물색하여 선조의 아홉째 서자 경창군 이주의 후손인 이채의 아들 이수신을 이온으로 개명하고, 그의 양자로 삼았다.

### 사후
처음에는 시신을 그해 8월 8일 경기도 금천 하북면 번대방리(현, 서울특별시 동작구 대방동), 연령군 훤의 초장지 남동쪽 사향(巳向) 언덕에 장사하였다가 1942년 4월 18일 경성부 구획정리에 의하여 명빈 박씨, 연령군, 낙천군 온 내외, 흥녕군 창응 내외의 묘소를 다른 곳으로 이장할 때, 남편 연령군과 함께 충청남도 예산군 덕산면 옥계리 건좌(乾坐), 명빈 박씨 묘역 왼편에 남편 연령군 훤과 합장되었다.
1727년(영조 3) 1월 연령군 가의 종이 백성과 싸웠는데, 종부시에서 그 백성만 잡아가 문초하다가 죽어 물의를 일으켰다. 그 해 12월에 소현세자의 4대손 밀풍군 탄의 아들 상대를 양자로 들여 상원군(商原君)으로 봉했다. 그러나 상원군은 생부 밀풍군의 아들이라서 밀풍군 추대 사건에 연좌되어 파양되고, 선조의 아홉째 서자 경창군 주의 후손 낙천군을 양자로 삼았다.
후일 그의 제사는 운현궁 남연군의 후손들이 받들게 되었지만, 남연군의 후손들은 연령군의 후손이 아닌 사도세자의 별자 은신군의 후손이라 강조하였다. 또한 스스로를 남연군파라 지칭하였다. 20세기에 와서 연령군을 시조로 보고 연령군을 선조로 인정하기 시작하였다.
1935년 경성부 구획정리에 의해 1940년 그의 묘소는 경성부 대방정에서 충청남도 예산군 덕산면 옥계리 382-38번지, 구 가야사터 동남쪽 3km 지점 근처에 남편 연령군묘 및 시어머니 명빈 박씨의 묘소와 함께 이장되었다. 가야사터는 연령군과 김씨부인의 양증손 남연군 묘소가 있는 곳이다. 남연군 묘 근처 옥계저수지변으로 이장되었으며, 묘소는 부인 연령군과 합장이고 시어머니 명빈 박씨의 묘소 바로 우측에 있다. 연령군 내외 및 명빈박씨 묘 건너편 서남쪽 산을 등지고 흥녕군의 묘가 있다.

## 가족 관계
- 시아버지 : 숙종
- 시어머니 : 명빈 박씨
  - 이복 시아주버니 : 경종
  - 이복 서(庶) 시아주버니 : 영조
- 남편 : 연령군 이훤(延齡君 李昍, 1699년 6월 13일 ~ 1719년 10월 2일[3])
  - 양자 : 낙천군 이온(洛川君 李縕, 1720년 11월 26일(음력 10월 21일 - 1737년 9월 28일)
  - 며느리 : 달성군부인 달성 서씨(, ? ~ ?년 5월 12일, 현감 증 이조판서 서종수(徐宗秀)의 딸.)

- 할아버지 : 김수(金樹)
- 아버지 : 김동필(金東弼, 1678년 ~ 1737년)
- 어머니 : 전주이씨
- 외할아버지 : 임원군 이표(林原君 李杓)
- 외할머니 : 강릉군부인 강릉최씨(江陵郡夫人 江陵崔氏)
  - 외삼촌 : 이정섭(李廷燮, 호는 저촌(樗村), 1688년 ~ 1744년)
  - 외숙모 : 동래정씨, 정시선(鄭是先)의 딸
  - 외삼촌 : 이정엽(李廷燁)
  - 외삼촌 : 이정영(李廷煐)
  - 이모 : 전주이씨
  - 이모부 : 김성집(金聖集), 김우명의 4대손
    - 양이종사촌 : 김시묵[4], 정조비 효의왕후의 친정아버지

  - 외증조부 : 익풍군 이속(益豊君 李涑)
    - 외대고모 : 전주이씨
    - 외대고모부 : 김창업(金昌業)

## 기타
- 남편 연령군과는 서로 외종 12촌, 내종 12촌간이 된다.[5] 상산군부인의 외할아버지 임원군 이표는 생가인 경창군가문으로도 현종과 8촌 삼종형제간이고, 양가인 임해군가문으로도 8촌 삼종형제간이 된다.

- 훗날 김시묵이 자신의 친가 5촌 아저씨 김성집의 양자가 되면서, 정조비 효의왕후는 상산군부인의 5촌 이종조카딸이 된다.

## 같이 보기
| - 연령군 - 낙천군 - 숙종 - 영조 - 달선군 - 상원군 - 김시묵 | - 김동필 - 숙빈 최씨 - 은신군 - 임원군 - 효의왕후 |